# قائمة السدود في السعودية
قائمة بالسدود في المملكة العربية السعودية. .

## عدد السدود
بلغ عدد السدود المُنفّذة في مناطق المملكة المختلفة حتى نهاية عام 2017م "508" سدّاً بلغ إجمالي طاقتها التخزينية "2.250.043.305" متراً مكعباً موزعة على مناطق المملكة المختلفة كالتالي:
| المنطقة               | عدد السدود |
| --------------------- | ---------- |
| منطقة الرياض          | "103" سداً  |
| منطقة مكة المكرمة     | "57" سداً   |
| منطقة المدينة المنورة | "41" سدا   |
| المنطقة الشرقية       | "1" سد     |
| منطقة عسير            | "117" سداً  |
| منطقة حائل            | "46" سداً   |
| منطقة الباحة          | "50" سداً   |
| منطقة نجران           | "27" سدا   |
| منطقة القصيم          | "18" سدا   |
| منطقة جازان           | "13" سدا   |
| منطقة الجوف           | "10" سدود  |
| منطقة تبوك            | "16" سدا   |
| منطقة الحدود الشمالية | "11" سدا   |

## منطقة الرياض
- سد العلب.[3]
- سدود الحائر.[3]
- سد حنابج[4]
- سد الحجري
- سد ثادق
- سد وادي حنيفة
- سدود وادي حنيفة
- سد حريملاء
- سد وادي نمار

- سد الحريق
- سد السبعين

- سد لصاد
- سد حلوة

## منطقة مكة المكرمة
- سد وادي المرواني.
- سد وادي حلي.[1]
- سد وادي الليث.[1]
- سد وادي رابغ.[1]
- سد وادي فاطمة.[5]
- سد عردة.[5]
- سد وادي تربة.[5]
- سد وادي ضيم
- سد عكرمة
- سد أم الخير
- سد وادي ليه
- سد السملقي
- سد داماء

## منطقة المدينة
- سد قاع حظوظا.[5]
- سد الفارع.[5]
- سد وادي الفرع[5]
- سد العاقول.[3]
- سد الحصيد
- سد الصهباء
- سد ينبع النخل

## منطقة عسير
- سد الملك فهد بن عبد العزيز[1]
- سد أبها.[5]
- سد وادي عياش.
- سد الحفاة.
- سد وادي المحزمة.
- سد عراير.
- سد عاصم.
- سد عشران.
- سد بني قيس.
- سد بدوة.
- سد فروان.
- سد الغرابة
- سد عتود
- سد وادي جرية
- سد عرار

## منطقة جازان
- سد وادي بيش[1]
- سد وادي جازان

## منطقة نجران
- سد وادي نجران.[5]

## منطقة الباحة
المصدر : 
- سد الحبيس.
- سد ماطوة
- سد دبدب.
- سد العريشيتن.
- سد المرباة.
- سد الخرار.
- سد الطلقية.
- سد سبيحة.
- سد المظلمات.
- سد الصدر.
- سد المرزوق.
- سد مدهاس.
- سد الصدر
- سد بيدة
- سد الضحيان
- سد الجنابين
- سد ضرك
- سد الملد
- سد جرب
- سد العقيق
- سد وادي الأحسبة
- سد لحميراء
- سد بيدة
- سد وادي الملد

## منطقة حائل
- سد وسيطاء الحفن

## منطقة الحدود الشمالية
- سد وادي عرعر
- سد وادي بدنة